# 可伦宾野生动物育护园区
可伦宾野生动物育护园区（Currumbin Wildlife Sanctuary）是澳大利亚昆士兰州的一个动物园，位于可伦宾（Currumbin）托梅温街（Tomewin Street）28号。它建于1947年。2009年9月18日列入昆士兰遗产名录。 园区以饲养大量自由飞翔的野生虹彩吸蜜鹦鹉而闻名于世，它们来到园区享用特殊混合食物。
2009年，昆士兰州举行建州150周年（Q150）庆祝活动，宣布可伦宾野生动物育护园区为Q150 Icons之一。

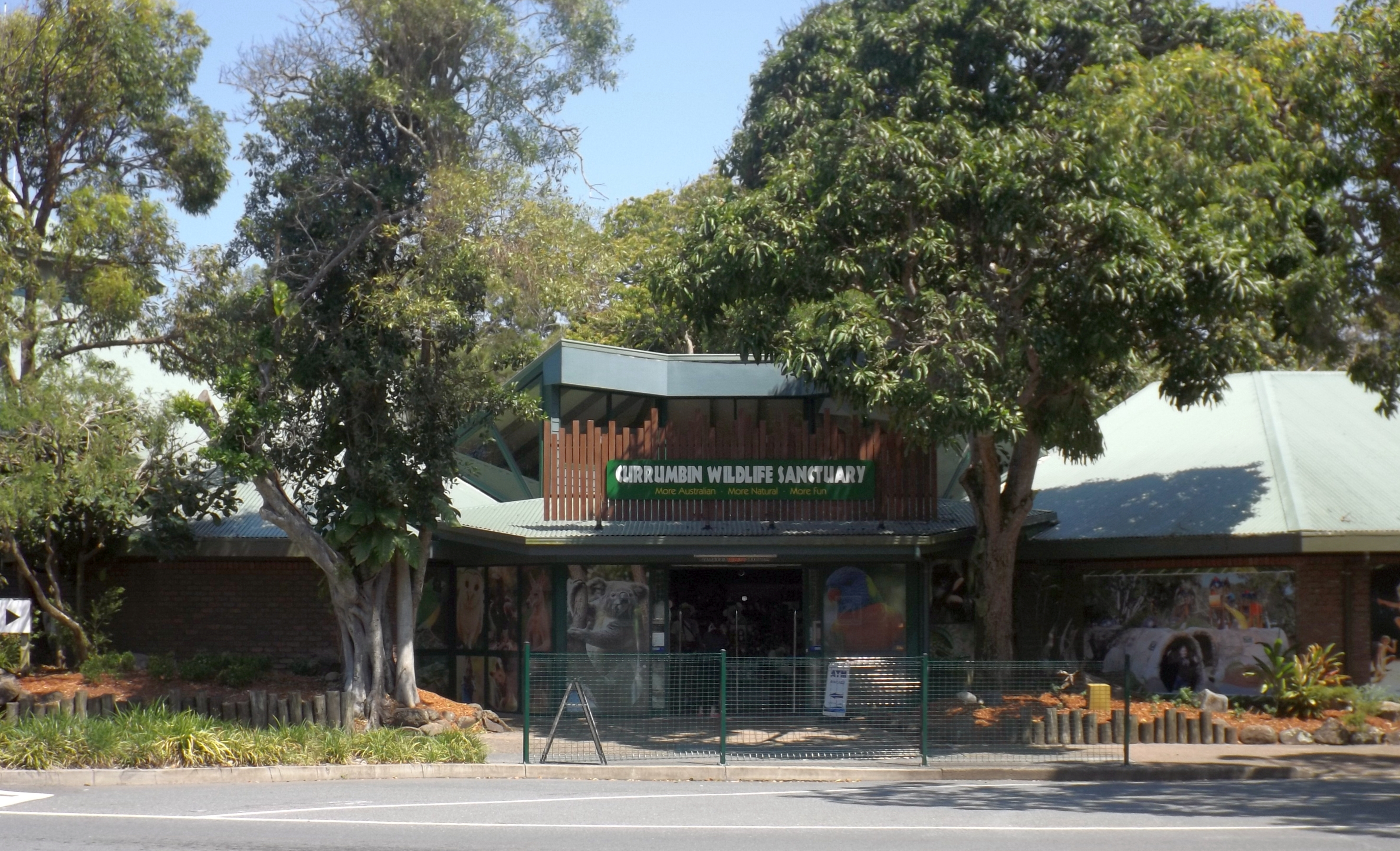
入口